# Zamek w Koźminie Wielkopolskim
Zamek w Koźminie – zamek rycerski z 2 połowy XIV wieku, w kolejnych wiekach przebudowywany.

## Zamek gotycki
W latach 1312–1338 Koźmin był miastem królewskim. Budowę murowanego zamku na planie czworoboku rozpoczął prawdopodobnie w drugiej połowie XIV wieku wojewoda poznański Bartosz Wezenborg z Odolanowa. Bartosz Wezenborg otrzymał Koźmin od króla Kazimierza Wielkiego jako sukcesor skazanego na śmierć głodową za zdradę Maćka Borkowica. W latach 1419–1449 zamek rozbudował kasztelan poznański Mościc Przedpełkowicz ze Stęszewa. Od 1449 roku Koźmin znajdował się we władaniu Hińczy z Rogowa. W 1471 roku zamek przeszedł na własność Bartłomieja z Iwanowic, którego ród przyjął nazwisko Koźmińskich. 

## Zamek renesansowy
Na początku XVI wieku Maciej Koźmiński sprzedał swoje dobre Łukaszowi Górce, kasztelanowi poznańskiemu. Andrzej II Górka, starosta generalny Wielkopolski, przekształcił zamek obronny na rezydencję. Renesansowy zamek składał się z trzech piętrowych skrzydeł oraz muru kurtynowego, nad całością dominowała starsza ośmioboczna średniowieczna wieża. Po śmierci Stanisława Górki w 1592 r. majątek przeszedł w ręce Stanisława Czarnkowskiego. 

## Zamek barokowy
W XVII wieku majątek zakupił wojewoda Stanisław Przyjemski, który rozbudował zamek, nadając mu cechy barokowe. Przyjemski w 1623 gościł na zamku króla Zygmunta III Wazę i jego syna Władysława, a w roku 1627 przyjmował w Koźminie poselstwo szwedzkie. W 1703 r. poprzez małżeństwo z Ludwika Opalińską właścicielem Koźmina został Jan Sapieha. W 1730 roku po śmierci Jana Koźmin przejął jego najstarszy syn Piotr, a po nim jego była żona Katarzyna Agnieszka, która sprzedała rezydencję swemu krewnemu Kazimierzowi Nestorowi Sapiesze. W XVIII w. przy południowym skrzydle dobudowano wolnostojący piętrowy budynek. W 1791 klucz koźmiński kupił feldmarszałek kawalerii pruskiej Fryderyk Adolf Kalkreuth. Jego żona Charlotta nakazała rozebrać średniowieczne skrzydło zachodnie i ogłosiła bankructwo.

## XIX wiek
Po bankructwie, majątek przejął zarząd komisaryczny, który wystawił zamek na licytację, na której w 1841 roku kupił go Karol Zygmunt Graetz. Kolegium Szkolne z Poznania w roku 1855 po negocjacjach odkupiło zamek wraz z parkiem za kwotę 9 tys. talarów. W czasie prace remontowych mających na celu przekształcenia istniejącego gmachu w ewangelickie seminarium nauczycielskie doszło do zawalenia się skrzydła północnego i osunięcia dachu, co odroczyło termin otwarcia szkoły na rok 1865.

## XX wiek
W czasie powstania wielkopolskiego zamek pełnił funkcję siedziby sztabu i szpitala wojskowego. W 1919 r. w zamku uruchomiono kursy polskiego Państwowego Seminarium Nauczycielskiego Męskiego, które funkcjonowało w nim do 1932 roku. Po 1945 roku w gmachu zamkowym ulokowano szkołę i Muzeum Ziemi Koźmińskiej.

## Galeria

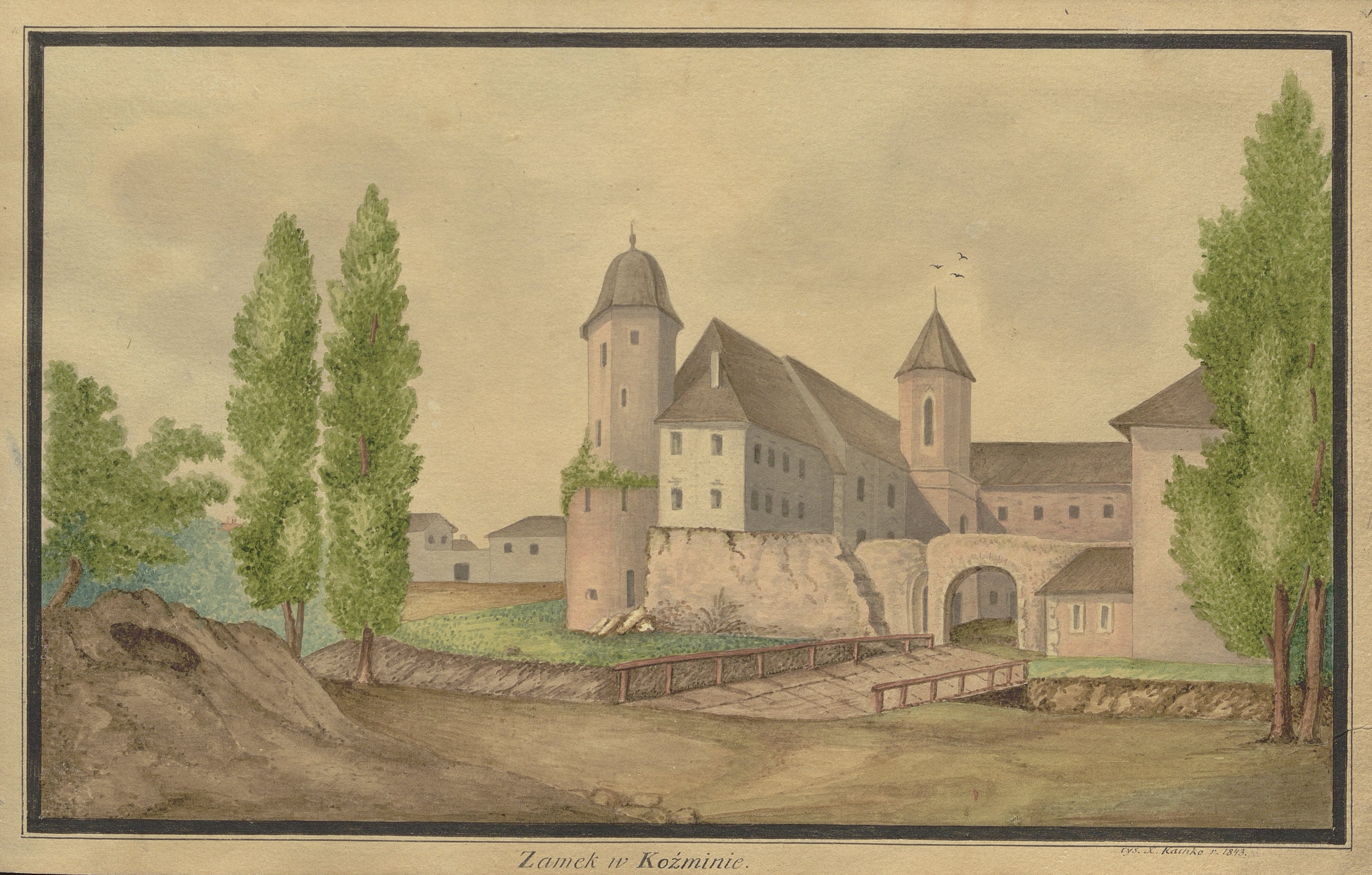
1843
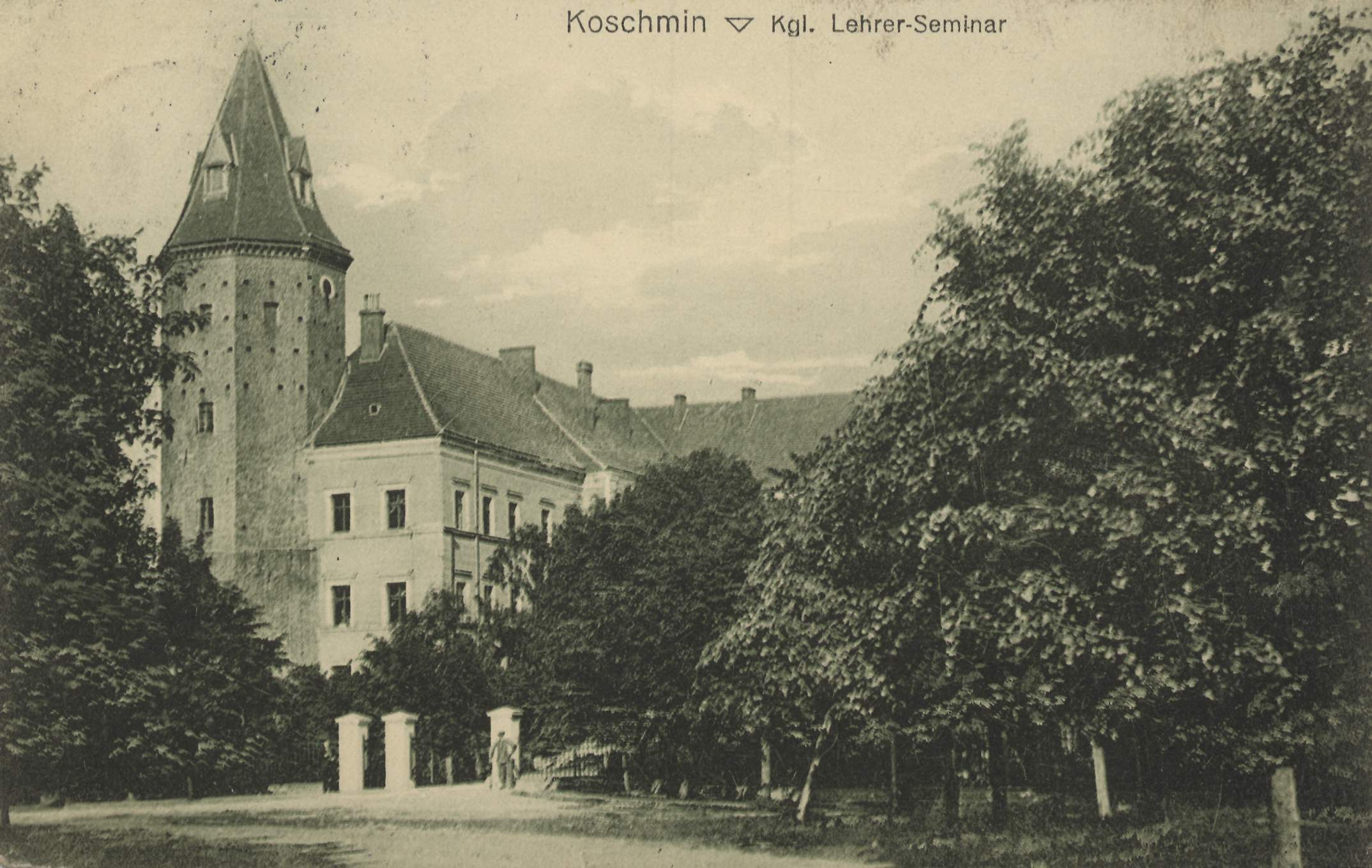
1917
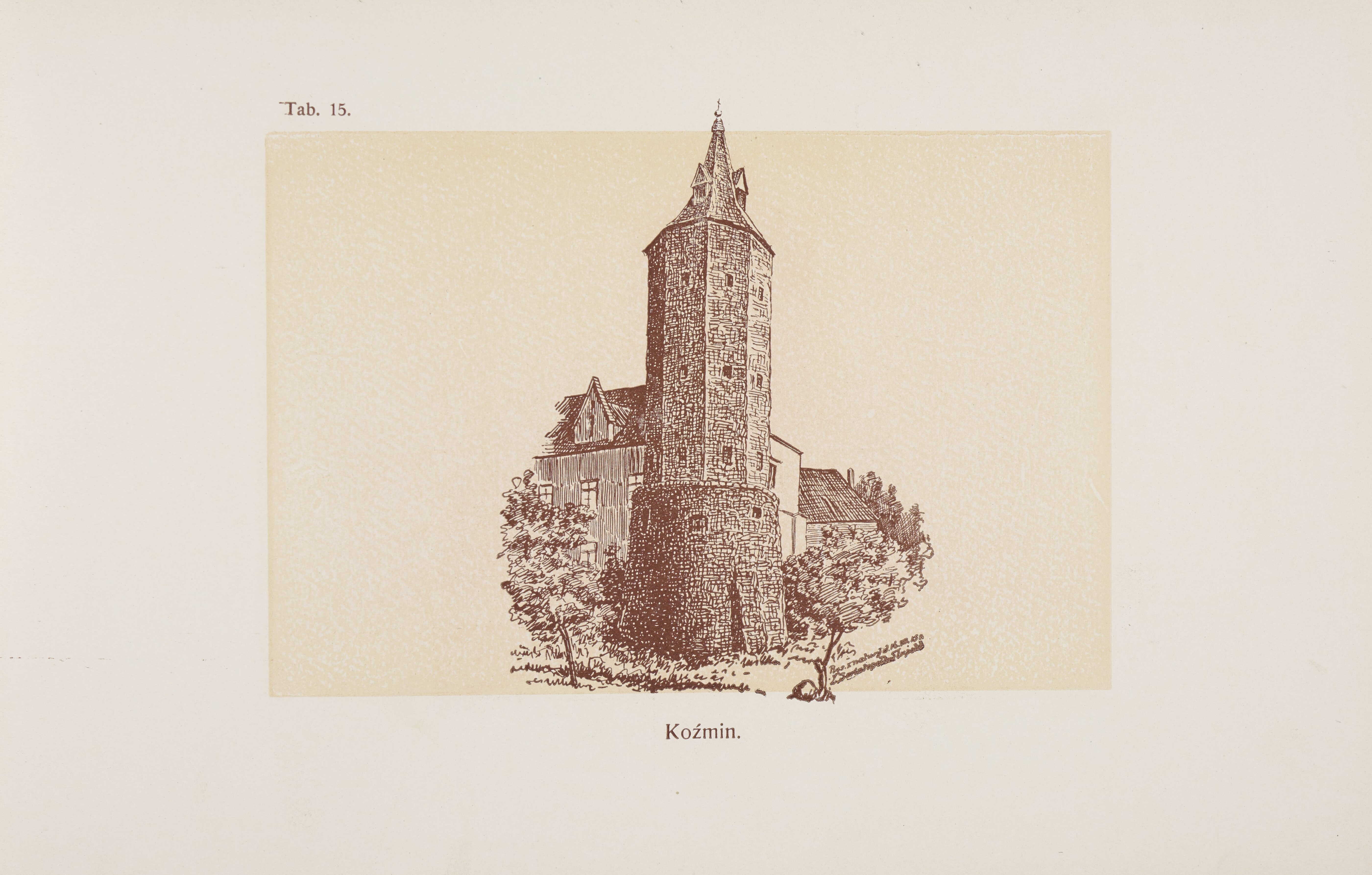
1917
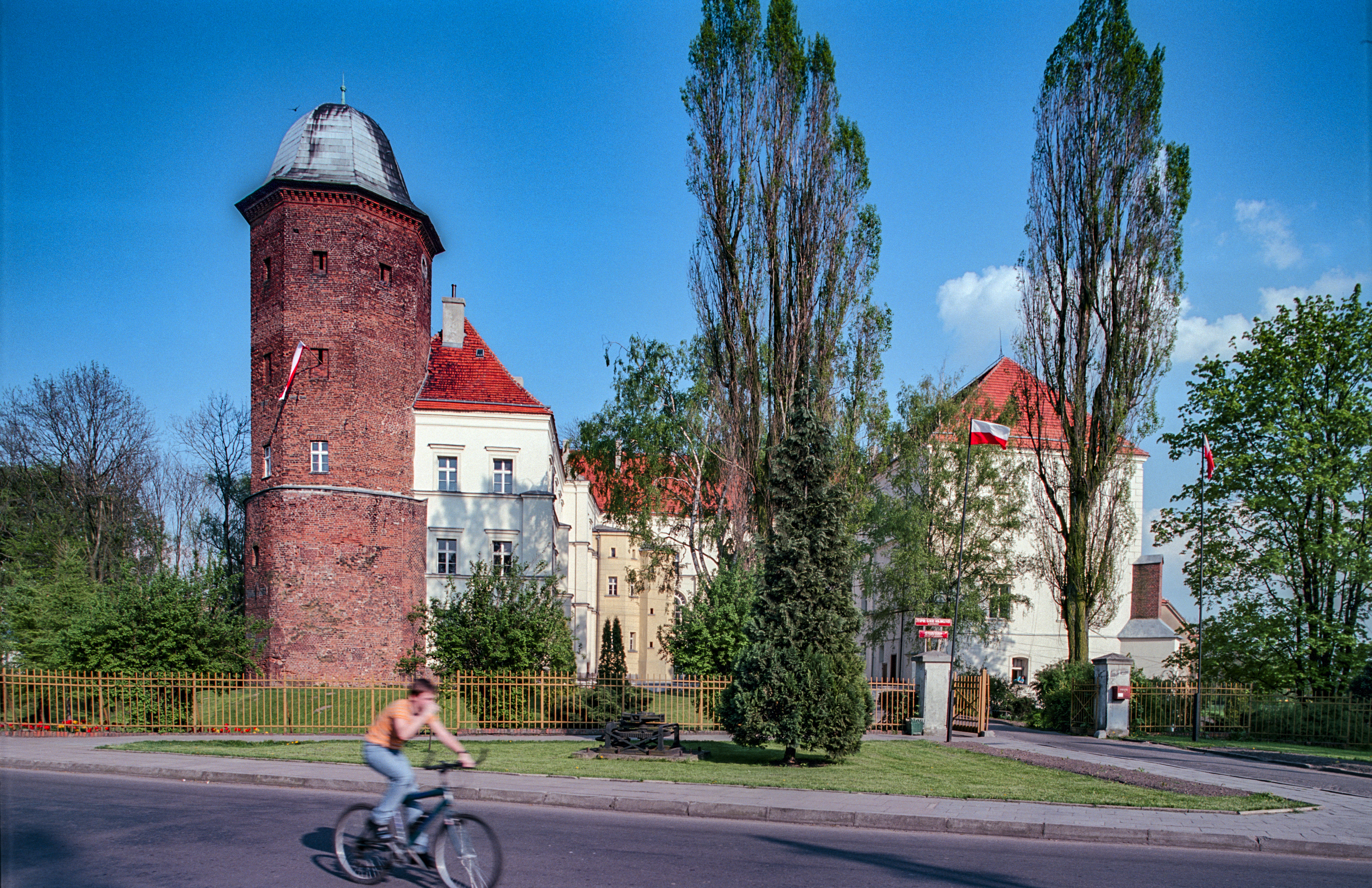
2007